# Stesheni (Lindi)
Stesheni è una circoscrizione rurale (rural ward) della Tanzania situata nel distretto di Nachingwea, regione di Lindi. Conta una popolazione di 8 071 abitanti (censimento 2012).